# Піна днів (фільм, 1968)
«Піна днів» (фр. L'Ecume des jours) — французький фентезійний фільм-драма 1968 року, поставлений режисером Шарлем Бельмоном за романом Бориса Віана «Шумовиння днів» (1946).

## Сюжет
Дія фільму розгортається у деякому фентезійному світі. Головний герой — молодий хлопець Колін (Жак Перрен), який мріє закохатися, зустрічає красиву дівчину Хлою і, через п'ять хвилин одружується на ній. Їх підтримують друзі: кухар Ніколя, хлопець Шик — фанат відомого філософа Жана-Соля Партра, його дівчина Аліза і ще одна вишукана дівиця Ісіда. Але у молодої дружини виявлена хвороба — в її грудях виросла лілія, — і щоб її вилікувати, героєві доводитися шукати різні способи заробітку.

## У ролях
| • Жак Перрен        | … | Колін  |
| • Марі-Франс Пізьє  | … | Аліза  |
| • Самі Фре          | … | Шик    |
| • Олександра Стюарт | … | Ісіда  |
| • Енні Бурон        | … | Хлоя   |
| • Бернар Фрессон    | … | Ніколя |
| • Клод П'єплю       | … | лікар  |

## Знімальна група
- Автори сценарію — Шарль Бельмон, Філіпп Дюмарсе, П'єр Пелегрі
- Режисер-постановник — Шарль Бельмон
- Продюсери — Фелікс де Віда, Андре Мішелін, Клеман Стеяр
- Оператор — Жан-Жак Рошу
- Композитор — Андре Годуа
- Монтаж — Ж. Жак Повер
- Художник-постановник — Агостіно Паке

## Нагороди та номінації
| Список нагород та номінацій            | Список нагород та номінацій | Список нагород та номінацій | Список нагород та номінацій | Список нагород та номінацій | Список нагород та номінацій |
| Кінопремія                             | Рік                         | Категорія                   | Номінант(и)                 | Результат                   |                             |
| -------------------------------------- | --------------------------- | --------------------------- | --------------------------- | --------------------------- | --------------------------- |
| Венеційський міжнародний кінофестиваль | 1968                        | Золотий лев                 | Пін днів                    | Номінація                   |                             |